# Володимир Ліндерман
Володимир Ліндерман (латис. Vladimirs Lindermans, рос. Владимир Линдерман, 3 листопада 1958, Рига, Латвійська РСР) латвійський та російський політик, дисидент, публіцист єврейського походження. Політичний діяч Націонал-Більшовицької Партії.

## Виноски
1. ↑  Разговор с товарищем Абелем. Архів оригіналу за 18 жовтня 2003. Процитовано 14 серпня 2012.
2. ↑  Владимир Линдерман — Биография. Архів оригіналу за 29 липня 2020. Процитовано 14 серпня 2012.